# Ľuboriečka
Ľuboriečka es un municipio del distrito de Veľký Krtíš en la región de Banská Bystrica, Eslovaquia, con una población estimada a final del año 2024 de 150 habitantes.
Se encuentra ubicado al suroeste de la región, en la cuenca hidrográfica del río Ipoly —un afluente izquierdo del Danubio— y cerca de la frontera con la región de Nitra y con Hungría.

## Demografía
| Año        | 1994 | 2004     | 2014     | 2024    |
| ---------- | ---- | -------- | -------- | ------- |
| Población  | 129  | 180      | 143      | 150     |
| Diferencia |      | +39,53 % | −20,55 % | +4,89 % |

| Año        | 2023 | 2024    |
| ---------- | ---- | ------- |
| Población  | 154  | 150     |
| Diferencia |      | −2,59 % |